# فرودگاه بین‌المللی الینیکو
فرودگاه بین‌المللی الینیکو (به انگلیسی: Ellinikon International Airport) (به زبان بومی: Διεθνής Αερολιμένας Ελληνικού) یک فرودگاه غیرنظامی است که یک باند فرود سنگفرش دارد و طول باند آن ۳۵۰۰ متر است. این فرودگاه در شهر آتن کشور یونان قرار دارد و در ارتفاع ۲۱ متری از سطح دریا واقع شده است.